# Sinagoga de Córdoba
La sinagoga de Córdoba es un templo judío localizado en la calle Judíos de la judería de la ciudad de Córdoba (España). Construida al estilo mudéjar, es la única sinagoga de Andalucía junto a la sinagoga de Utrera, y una de las pocas conservadas en España de esa época, junto a la sinagoga del Tránsito y la de Santa María la Blanca, ambas en la ciudad de Toledo.
El 24 de enero de 1885 fue declarada Bien de Interés Cultural en la categoría de Monumento. Forma parte del centro histórico de Córdoba, que fue declarado Patrimonio de la Humanidad por la Unesco en 1994. En 2019 recibió más de 619.000 visitas, siendo el segundo monumento más visitado de la ciudad de Córdoba ese año.

## Historia

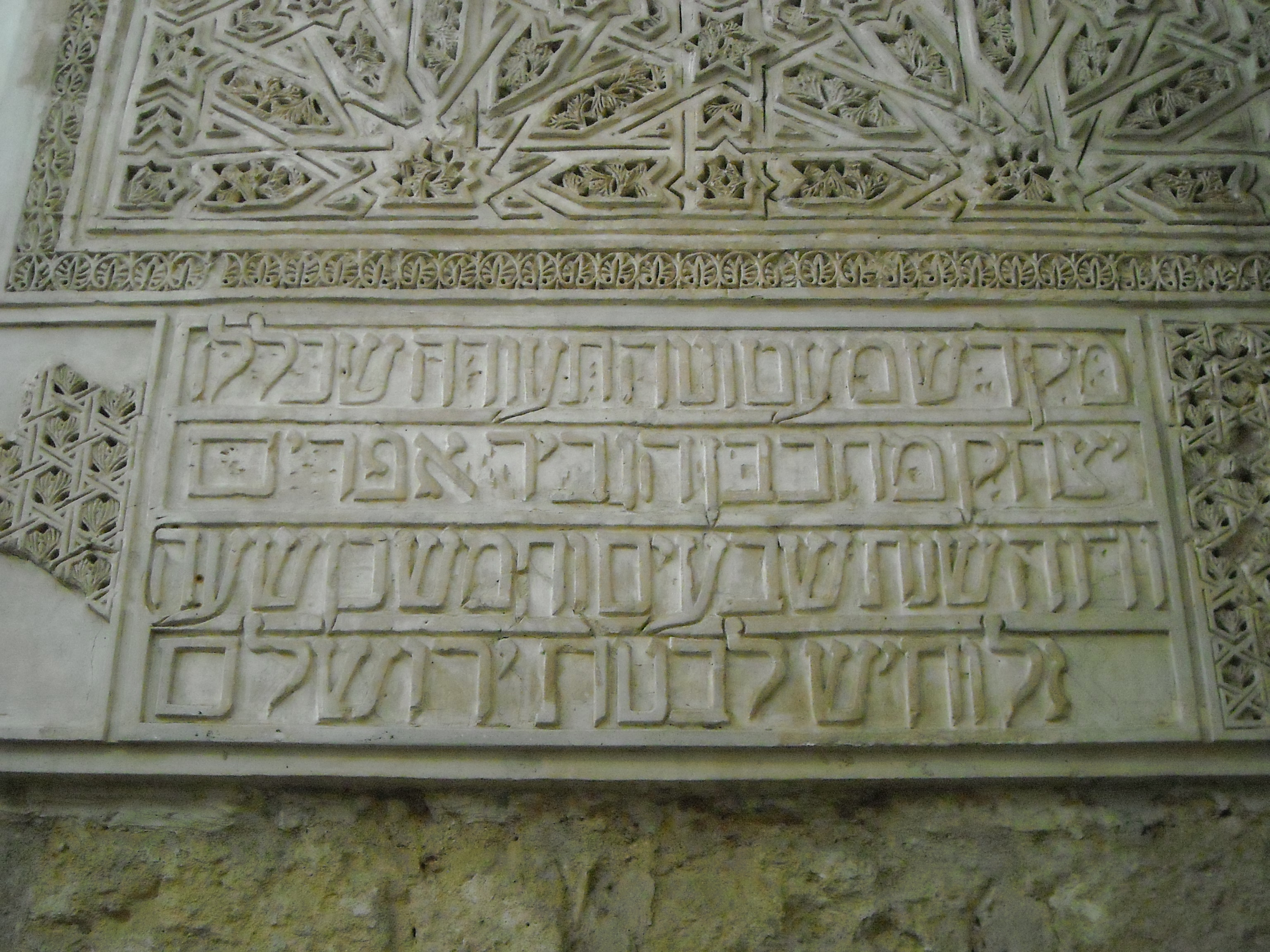
Inscripción fundacional en el muro oriental descubierta en 1884.

Este templo fue construido en el año 1315 (5075 del calendario judío) por el alarife Yishaq Moheb, según reza la inscripción fundacional que se conserva en el interior.

Santuario provisorio y morada del Testimonio que terminó Yishaq Moheb, hijo del señor Efraim Wadawa, el año setenta y cinco. ¡Así que vuélvete, oh Dios, y apresúrate a reconstruir Jerusalén!
Inscripción fundacional.

Tras la promulgación del Edicto de Granada que decrataba la expulsión de los judíos en 1492, el edificio se transformó en el hospital de hidrófobos de Santa Quiteria, dependiente del Cabildo de Córdoba. Más tarde, en 1588 se usó como ermita de San Crispín y San Crispiniano, patronos del gremio de zapateros. En 1794 se construyó una bóveda en la sala de oración que conllevó una serie de desperfectos. Hasta finales del siglo XIX existieron dos altares, el primitivo con imágenes de Santa Quiteria y San Bartolomé, y el altar mayor con tallas de una Concepción flanqueada por San Crispín y San Crispiniano. Otras pinturas murales incluyeron las imágenes de los apóstoles Pedro y Pablo. Durante este siglo también se empieza a usar como escuela de párvulos.
En 1876, el párroco Mariano Párraga, que estaba realizando unas reparaciones en el edificio, al retirar el retablo de Santa Quiteria descubrió parte de las inscripciones hebreas, lo que llevó a Rafael Romero Barros, arqueólogo y padre del famoso pintor cordobés Julio Romero de Torres, a mostrar interés por el hallazgo. Tras un informe a la Comisión de Monumentos, se le pagaron 400 reales al sacerdote para la retirada de las pinturas murales y la inscripción fundacional se descubrió el 4 de noviembre de 1884. El edificio quedó protegido al declararse Monumento Nacional el 24 de enero de 1885. Ese mismo año se retiraron los retablos y el resto de elementos cristianos, en cuyo proceso apareció el arco polilobulado de la bimah y una cruz pintada del siglo XVII.
Tras una serie de pleitos por la propiedad entre Estado y Cabildo, finalmente en 1916 se produjo la cesión episcopal a la Comisión de Monumentos de Córdoba. En 1900 se realizó una pobre restauración en la que se eliminó la bóveda moderna, aunque desde la titularidad pública la Sinagoga pasó por varias fases de restauración como la del arquitecto Félix Hernández en 1928 y las iniciadas en 1977 hasta llegar a la reapertura del edificio en 1985 con motivo de la celebración del 850 aniversario de nacimiento de Maimónides. El 19 de diciembre de 2017 fue cerrada al público para una nueva restauración, que incluyó el arreglo a los problemas de humedad, nuevas ventanas para mayor ventilación e iluminación y limpieza de yesería, siendo reabierta el 30 de octubre de 2018.

## Arquitectura
Consta de un patio al que se accede desde la calle y que da paso a un vestíbulo seguido de la sala de oración. Del lado oriental del vestíbulo arranca la escalera que lleva hasta la galería para las mujeres; dicha galería se conecta con la sala de oración mediante tres balcones decorados con arquillos polilobulados. La decoración en yeso, con motivos mudéjares, se ha perdido hasta unos dos metros de altura, dejando a la vista el ladrillo de su fábrica.

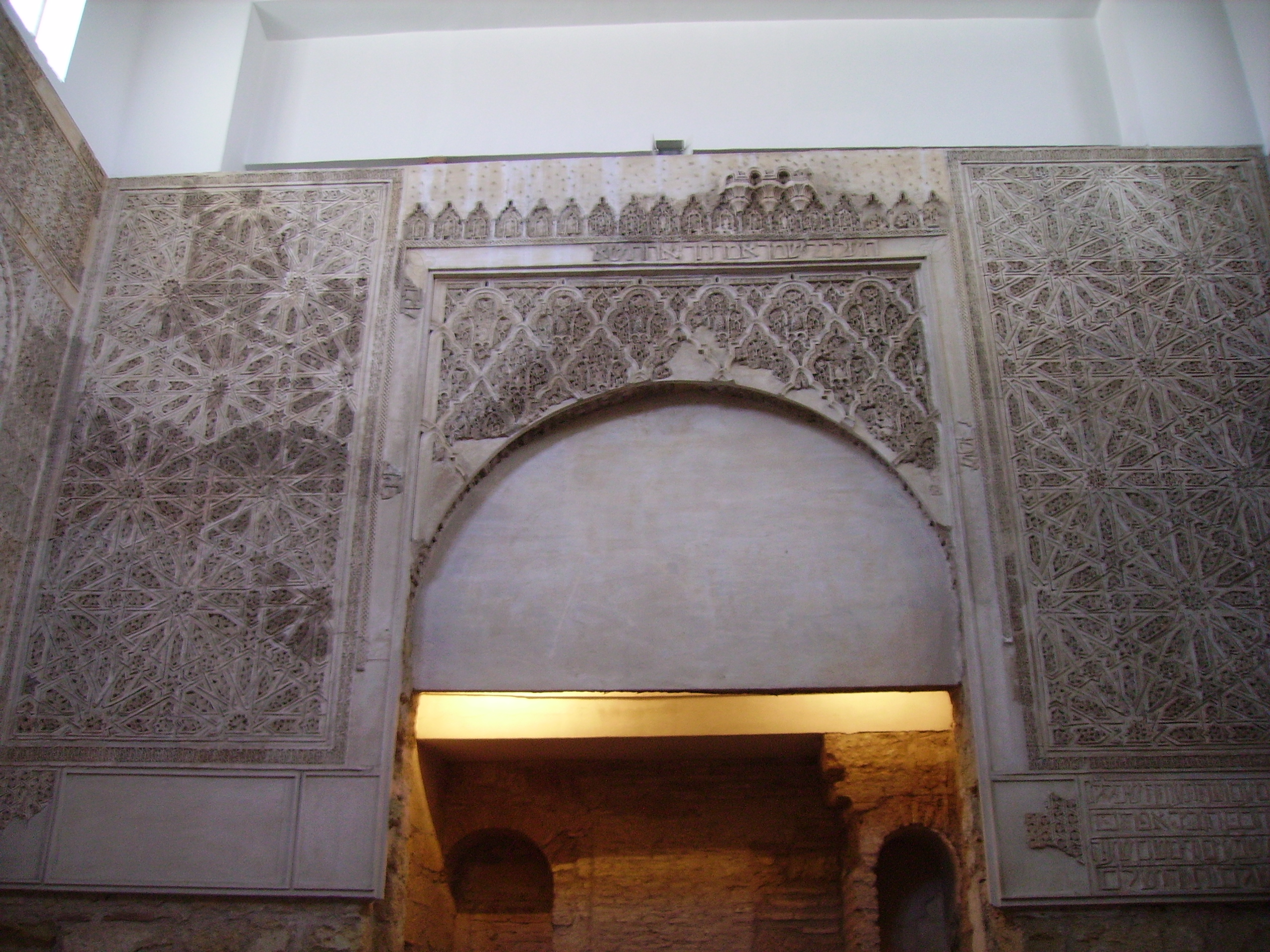
Muro oriental.
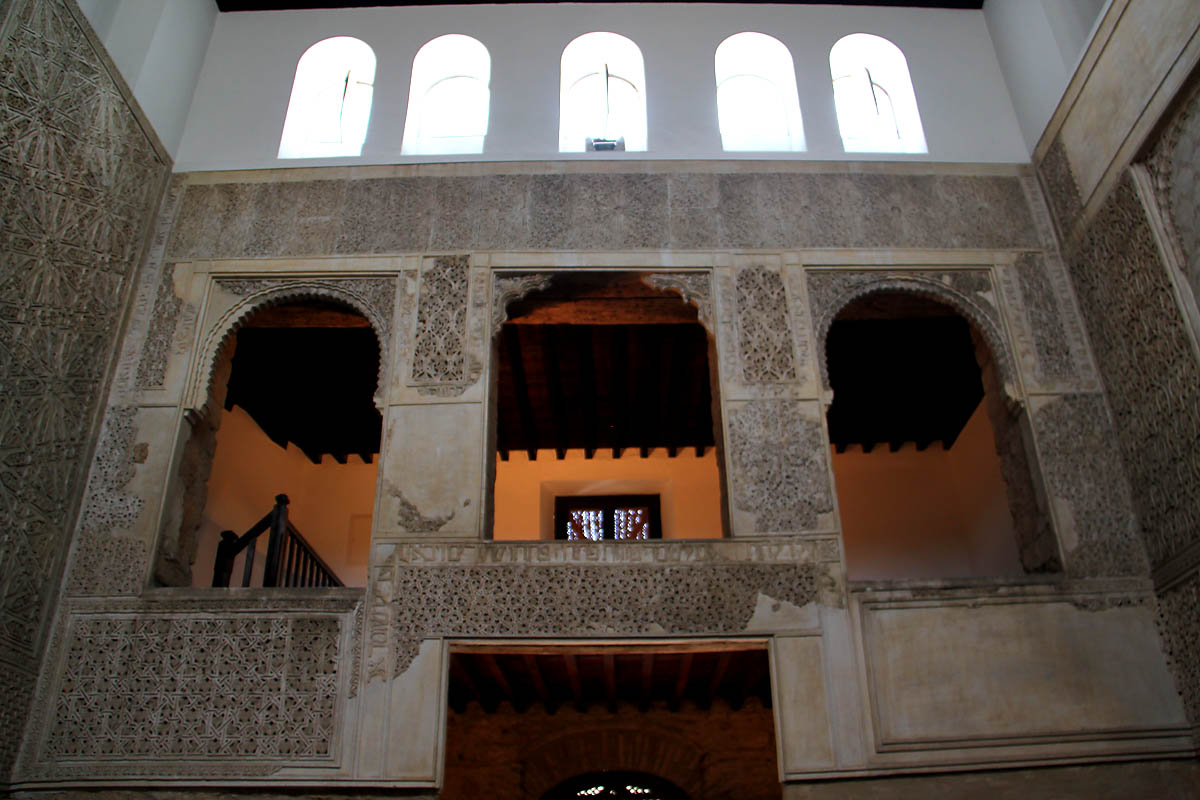
Muro sur.
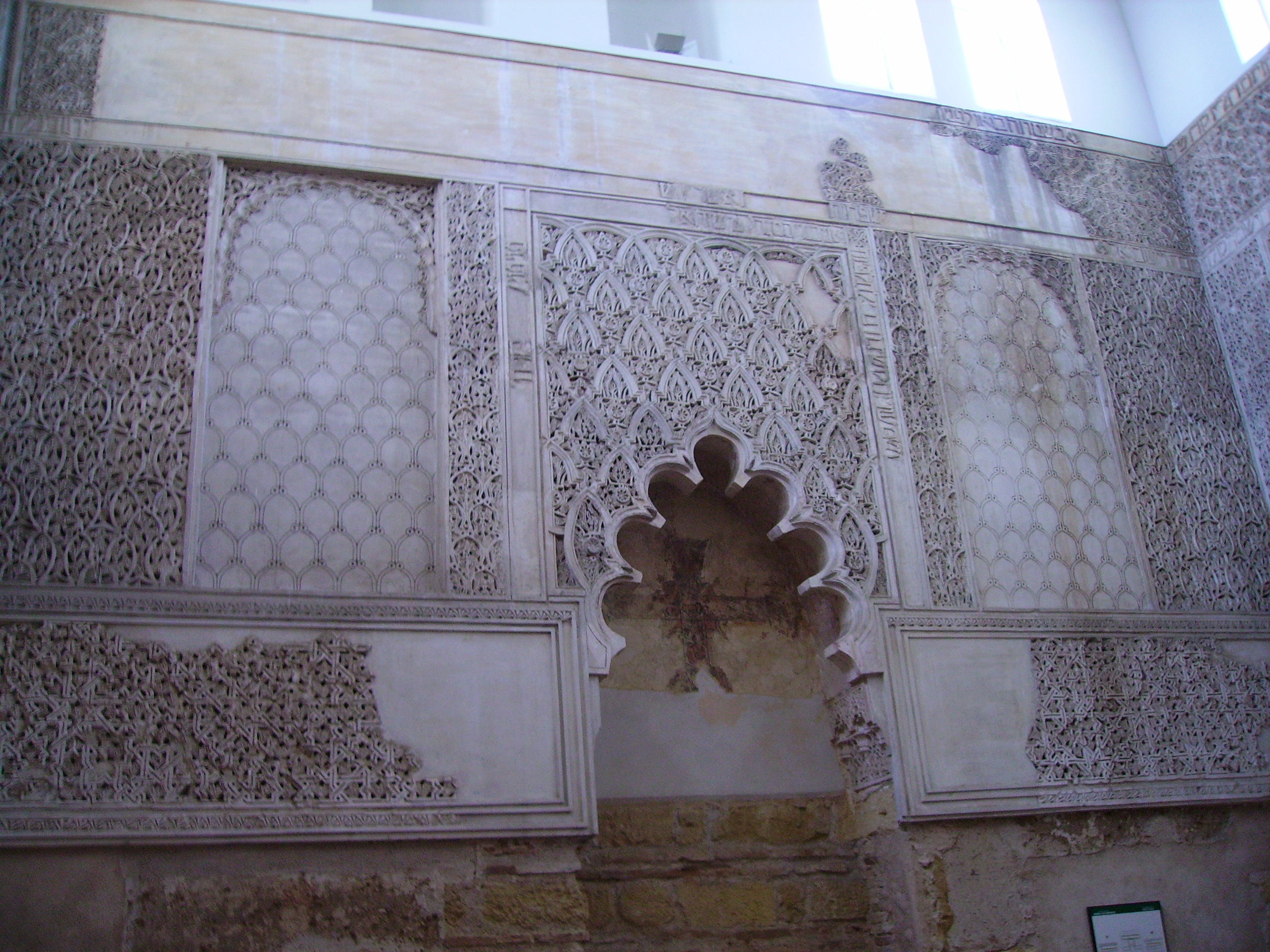
Muro occidental.
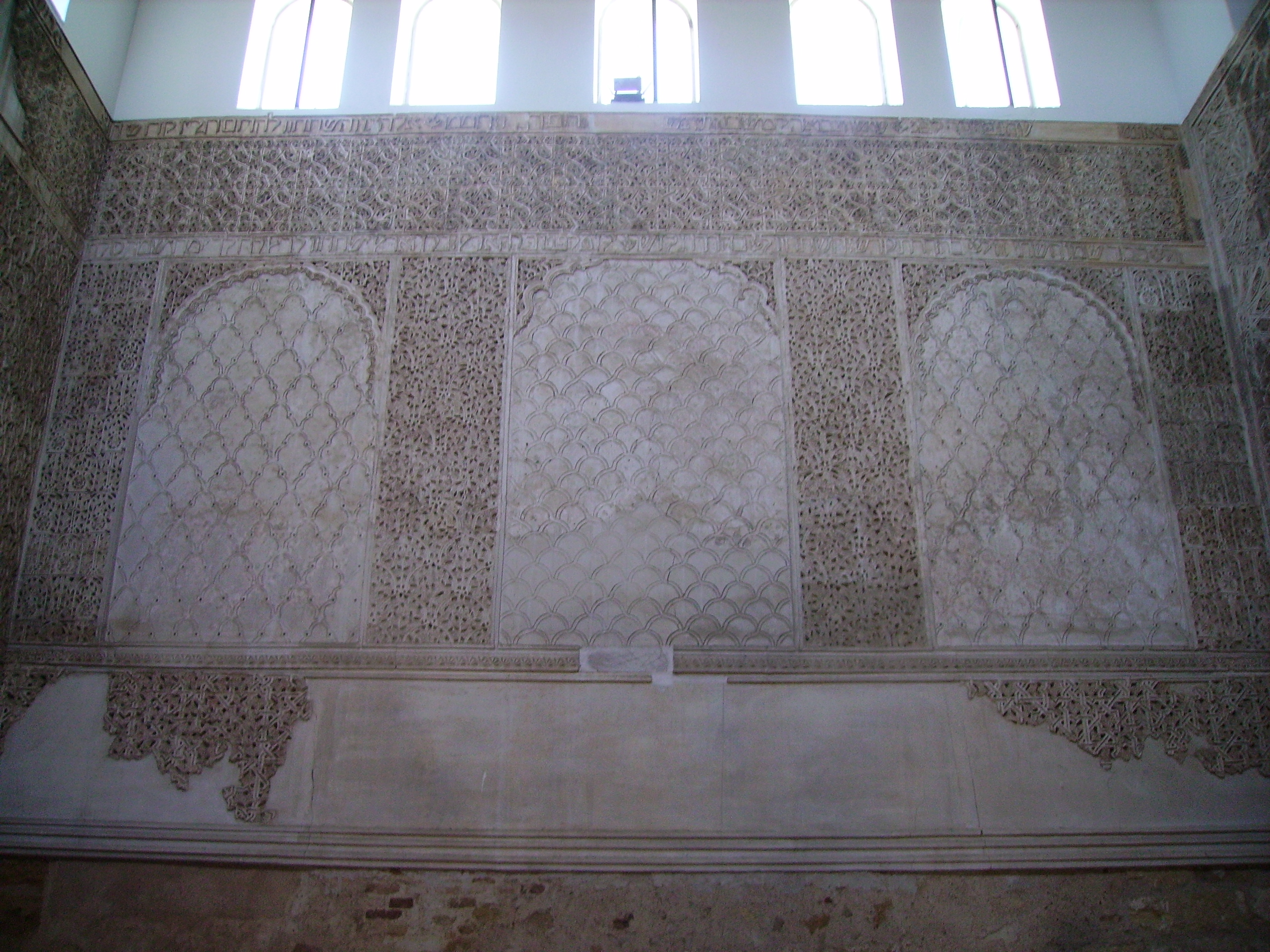
Muro norte.

### Restricciones constructivas

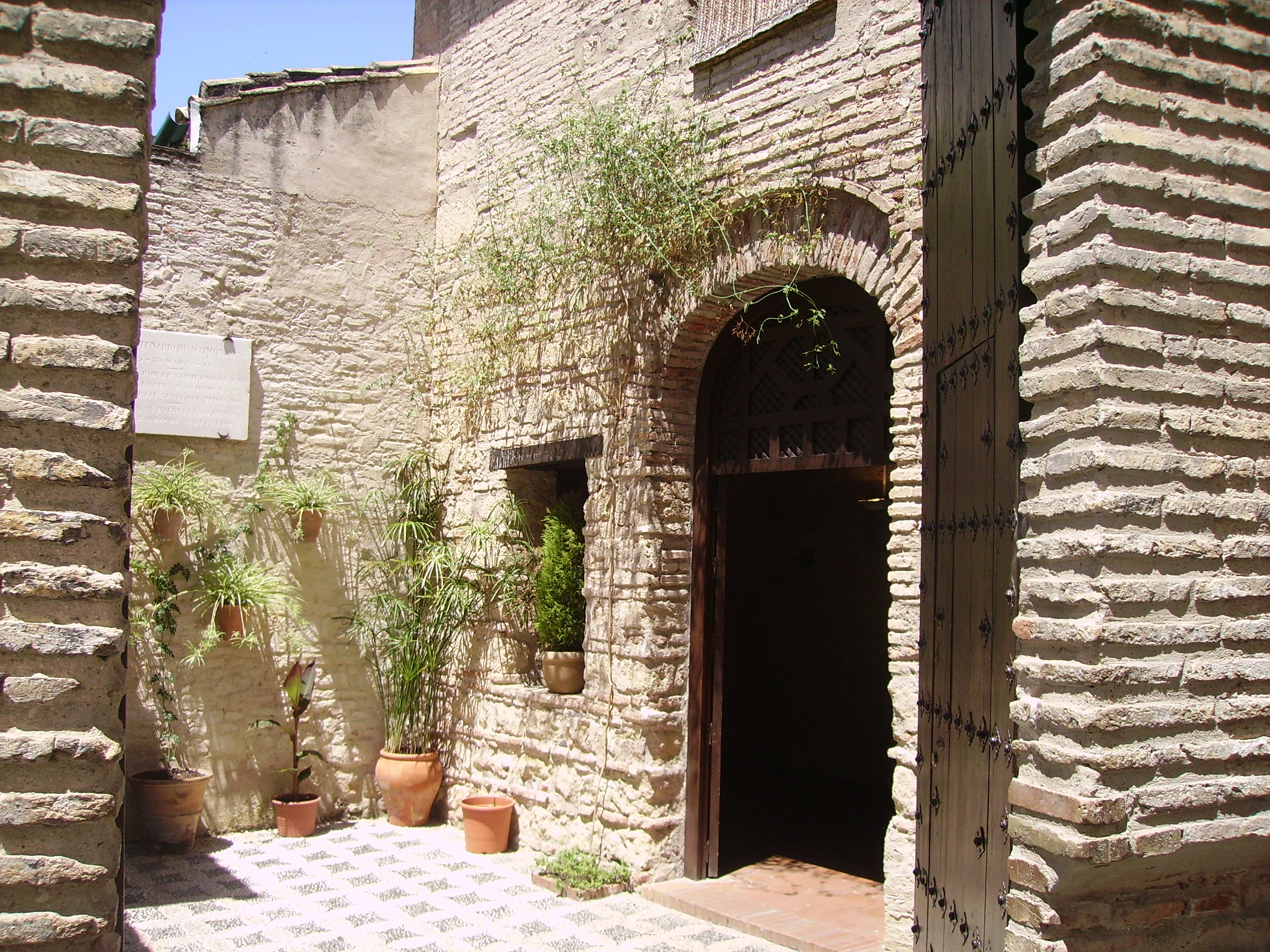
Patio de la sinagoga.

La planta de la sinagoga de Córdoba, al igual que la de otras sinagogas coetáneas, se vio en gran afectada por las restricciones de los líderes cristianos. Dichas limitaciones variaban dependiendo de la ubicación de la sinagoga y de si los judíos de la comunidad en cuestión disfrutaban de un estatus privilegiado. El tamaño de la sinagoga debía reflejar su humildad e inferioridad ante la Iglesia católica, aunque dependía de los edificios cristianos cercanos en la zona. En determinadas ocasiones, ni siquiera el favor del rey evitaba las complicaciones que el clero local pudiera provocar. En abril de 1250, el papa Inocencio IV ordenó al obispo de Córdoba actuar frente a los judíos que estaban construyendo una sinagoga cuya altura no era aceptada por el sacerdocio local. Documentos del papado de Inocencio IV también demuestran el resentimiento hacia la creación de una nueva congregación sinagogal:

Los judíos de Córdoba tienen la intención de construir una nueva sinagoga de altura innecesaria, lo que está llevando a escandalizar a cristianos fieles, por lo tanto … ordenamos … aplicar la autoridad que te compete contra los judíos en este asunto…
Inocencio IV

### Patio

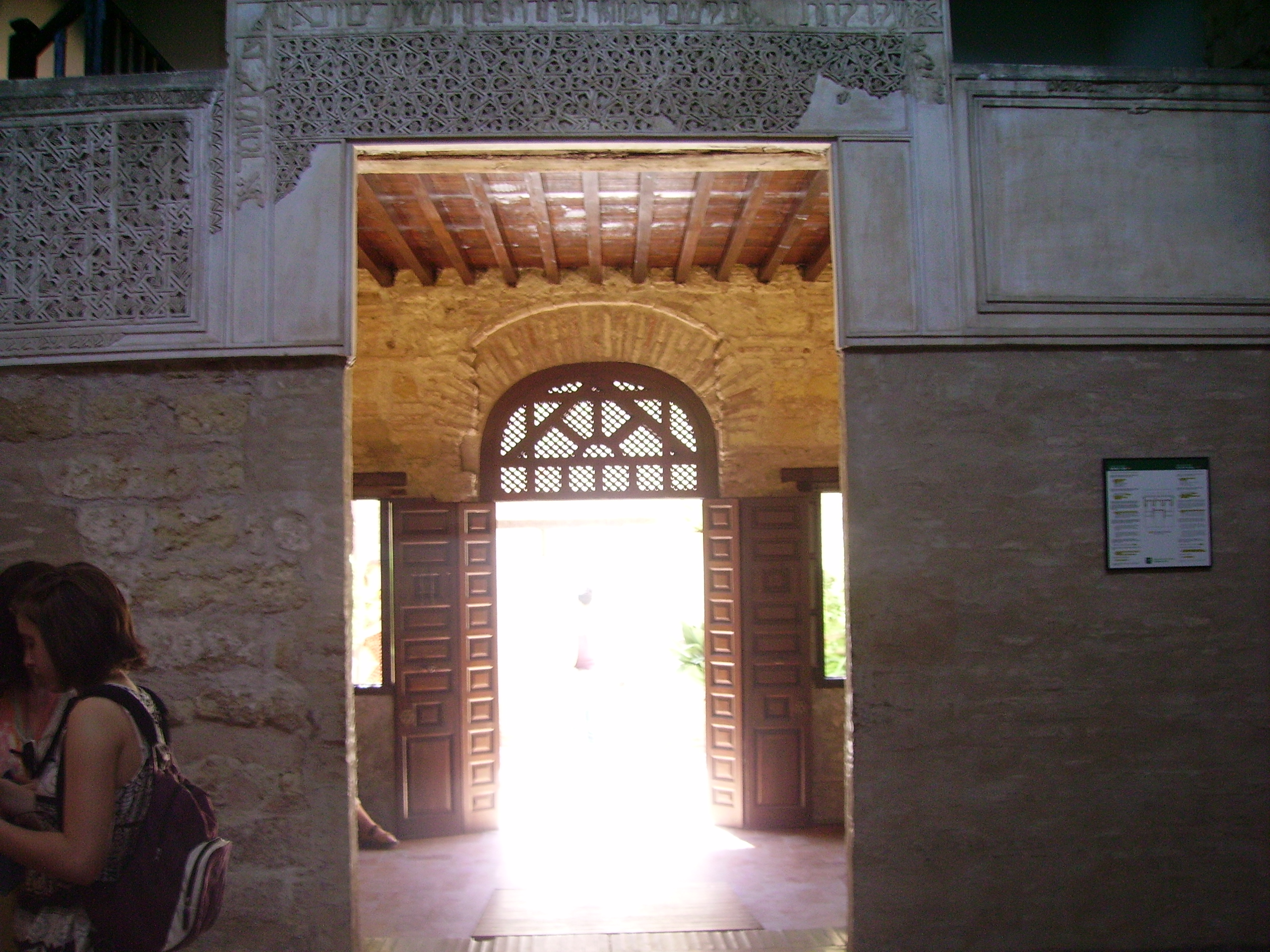
Vista del vestíbulo de la sinagoga desde de la sala de oración.

La sinagoga de Córdoba tiene una entrada en el muro este que conduce a un pequeño patio, cuya superficie es de algo más de 25 metros cuadrados. Las paredes del patio miden 5,5 metros en la pared norte y en la pared occidental, únicamente 3,5 metros en la pared sur y 6 metros en la pared oriental, la que contiene la entrada y la más grande. Dichas dimensiones le dan al patio una inusual planta trapezoidal, debido principalmente a la disposición de las calles cercanas, que discurren de manera angulada. 

### Entrada
La entrada de la sinagoga, la fachada, está localizada en el muro norte del patio y tiene tres aberturas: una puerta y dos ventanas. Más allá de la fachada se encuentra el vestíbulo que mide siete metros en su muro norte, seis en su muro sur, tres en su muro occidental y tres coma cuatro metros en su muro oriental. Este habitáculo alberga una escalera de madera que conduce a la sección de mujeres. Esta entrada tenía la función tanto de guardarropa como de maskilta, una pequeña alberca para abluciones. El techo del vestíbulo está realizado en madera y tiene una altura de 2,3 metros. 

### Sala de oración

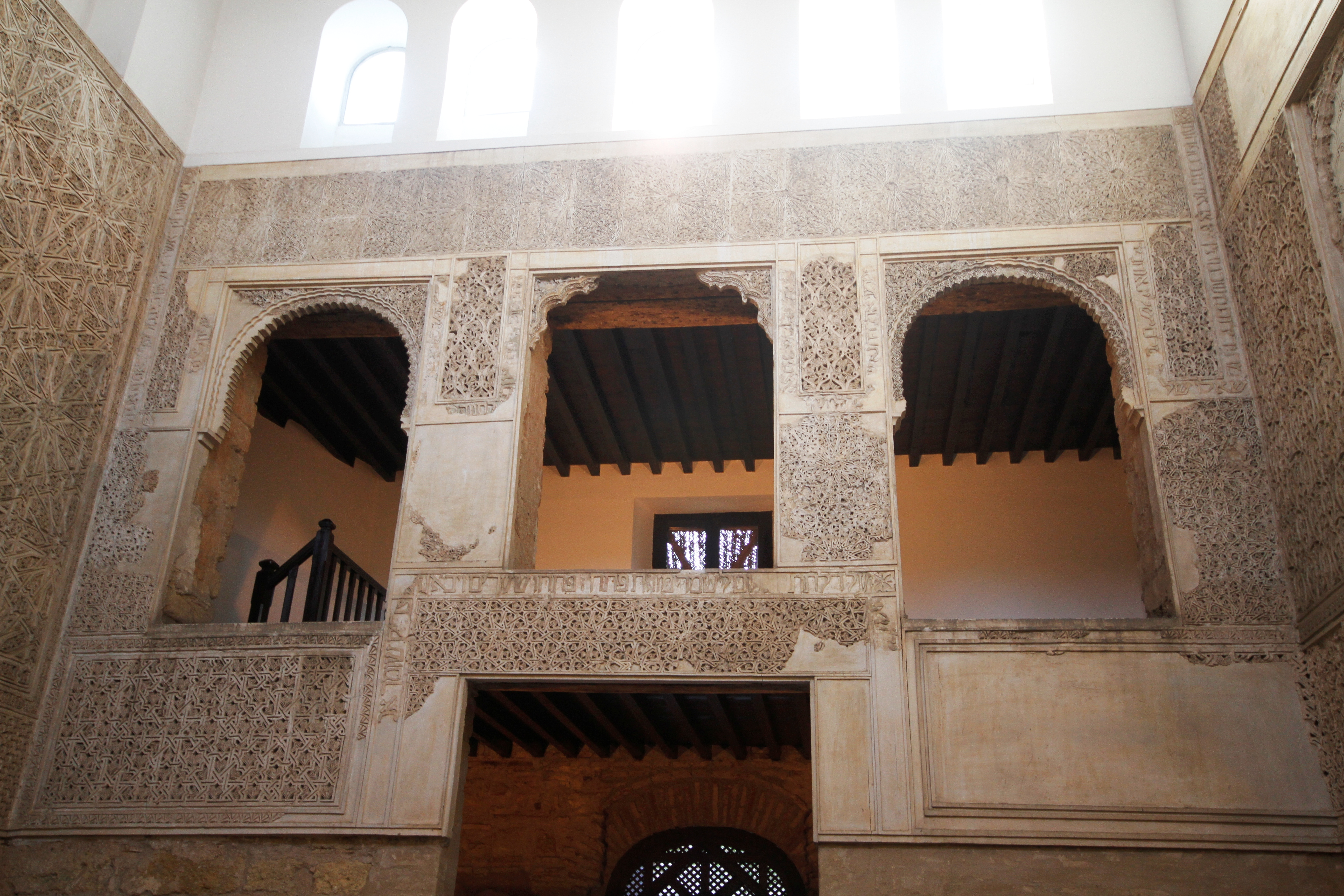
Galería de mujeres en la segunda planta de la sinagoga.

La sala de oración es la más amplia de la sinagoga, aunque sigue siendo pequeña en comparación con la mayoría de edificios y hogares de la época. Tiene planta casi rectangular, midiendo 6,95x6,37 metros, y un techo, muy alto en comparación, de 11,5 metros hasta alcanzar el gablete. Exhibe una cubierta de artesonado y alcanza una altura de más de 6 metros; en su lado oriental se abre el hejal o tabernáculo, espacio reservado para la Torá y coronado con arco de grandes lóbulos, enmarcado en un alfiz; alrededor se dispone decoración de lacería. El lado opuesto al tabernáculo presenta un pequeño nicho con arco polilobulado y apuntado, donde estuvo el retablo de Santa Quiteria. La altura de la sala es notable debido a que es más alta incluso que otras sinagogas de mayor superficie.

### Galería de mujeres
La sección de mujeres de la sinagoga está en la galería por encima del vestíbulo; sus medidas y disposición son idénticos a los del mismo. Aún se desconoce el motivo de por qué la galería de mujeres y el vestíbulo eran parte del edificio original. Variaciones en la estructura y la altura del techo sugieren que esta parte estructural fue añadida posteriormente. La sección de mujeres alberga tres amplios arcos que miran hacia el santuario, dichos arcos están decorados con estuco y celosía entrelazados, algo habitual en las sinagogas sefardíes. El material original de la celosía se desconoce, ya que no está realizada ni en estuco ni en madera. Los arcos están entrelazados con patrones elaborados y textos en hebreo. El arco central es distinto a los arcos exteriores, con una decoración desigual y teniendo más altura para facilitar la entrada.

## Centro de Interpretación de la Sinagoga
A principios del año 2008, la Junta de Andalucía adquirió un solar colindante a la Sinagoga de 220 metros cuadrados por alrededor de unos 460.000 euros para crear un centro de interpretación y así poder atender al volumen de turistas que se acercan al monumento. Las progresivas catas arqueológicas mostraron la aparición de un mikvé coetáneo a la sinagoga, un baño judío de agua corriente en el que se realizarían las abluciones, además de una escuela talmúdica que vendrían a convertir a la sinagoga en un gran complejo religioso. Los restos hallados se protegieron y se construyó una pasarela peatonal, mientras que en agosto de 2020 se invirtieron 53.000 euros en unos trabajos arqueológicos menores con una duración de mes y medio que confirmaron la presencia de una muralla romana.
En abril de 2021 se licitó la redacción del proyecto para la creación del Centro de Interpretación de la Sinagoga, aunque el proyecto licitado quedó desierto y no se ha vuelvo a adjudicar.

## Inscripciones

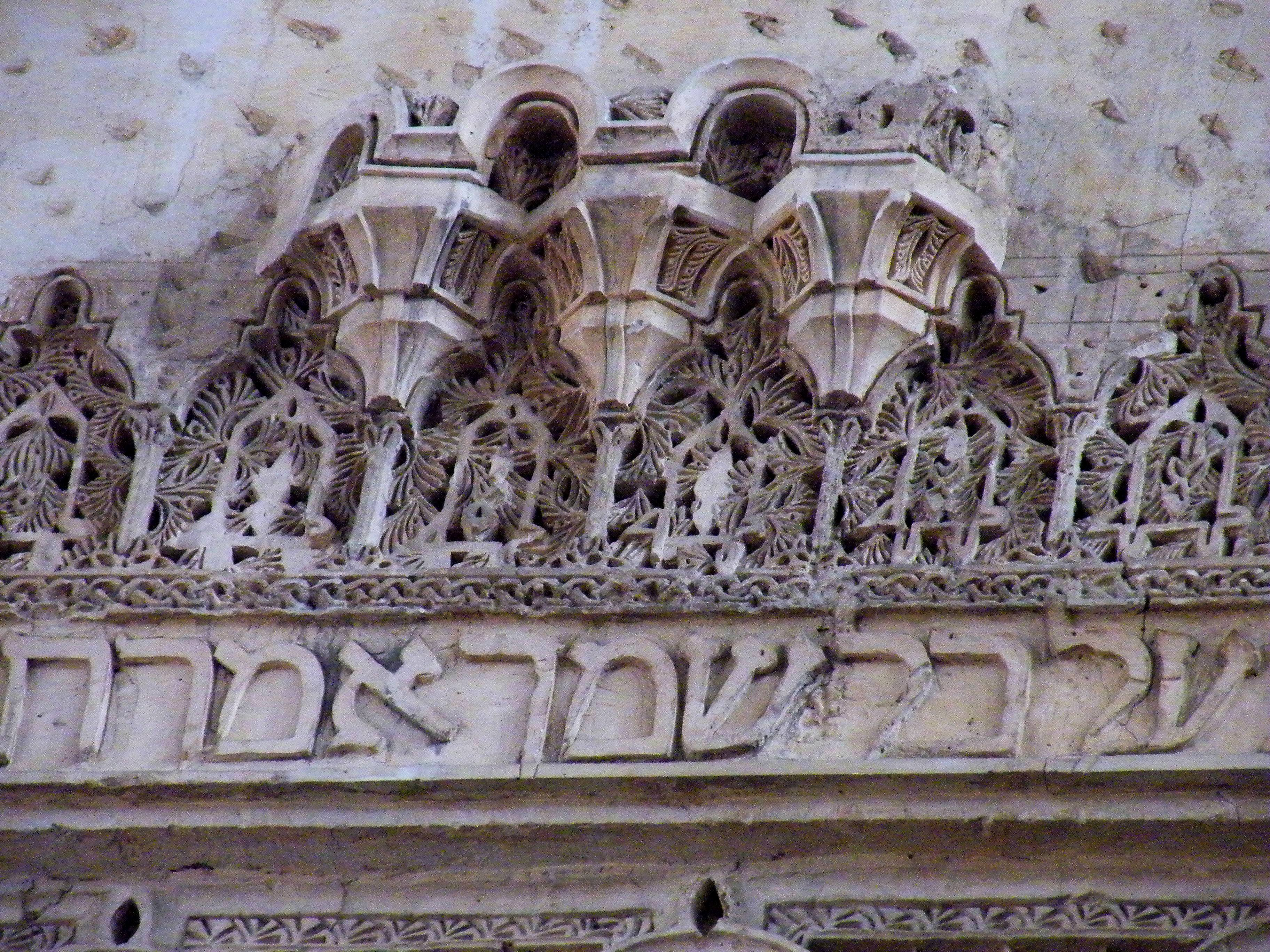
Inscripción en el muro oriental.

No son muchos los restos de inscripciones que nos han llegado. En el muro sur encontramos un fragmento del libro de los Proverbios, y en los listones que enmarcan las puertas hay fragmentos del Salmo 122. En los muros oriental y occidental también hay fragmentos, pero menor calidad. En el muro norte encontramos versos muy completos del verso 4 del Cantar de los cantares.
En negrita los fragmento conservados:

Estoy construido como torre del Mesías. Dios...
Fragmento del Cantar de los Cantares [4, 4], muro occidental.

Entrad, adoremos y postrémonos doblemos la rodilla [?] ante el Señor, Creador nuestro.
Entremos en su morada, postrémonos ante el estrado de sus pies.
Exaltad al Señor, Dios nuestro, postraros ante el estrado de sus pies; Santo es Él.
Línea superior del muro norte, de derecha a izquierda [Salmos 95,6; 132,7; 99,5]

Servid al Señor con alegría, entrad en su presencia con vítores.
Todos los pueblos que has creado vendrán a postrarse en tu presencia, Señor, y a honrar tu nombre.
Venid, aclamemos al Señor, demos vítores a la Roca que nos salva.
Línea superior del muro occidental y sur, de derecha a izquierda [Salmos 100,1b.2a; 86,9; 95,1]

Aclamad la gloria del nombre del Señor, postraros ante el señor en el atrio
tiemble en su presencia toda la tierra.
Que se postre ante ti la tierra entera, que toquen ante ti, canten salmos a tu nombre. Selah.
Línea inferior del muro norte, de derecha a izquierda [Salmos 29,2; 96,9; 66,4]

Lo recordarán y volverán al Señor todos los confines del orbe en su presencia se postrarán todas las familias de los pueblos porque el Señor es rey, él gobierna a los pueblos.
Línea inferior del muro occidental, de derecha a izquierda [Salmos 22, 28]